# IC 1037
IC 1037 ist eine linsenförmige Galaxie vom Hubble-Typ S0 im Sternbild Bärenhüter am Nordsternhimmel. Sie ist rund 412 Millionen Lichtjahre von der Milchstraße entfernt.
Das Objekt wurde am 13. Juni 1892 von Stéphane Javelle entdeckt.